# Lotta Oggi
La rivista Lotta Oggi era un mensile di quartiere della sezione della Federazione Comunista Romana del PCI.  La pubblicazione veniva venduta nelle edicole del quartiere Nomentano (Africano) di Roma, dal 1969 al 1980.

## Storia
Lotta Oggi, giornale mensile comunista della sezione del Partito Comunista Italiano Nomentano della Federazione PCI di Roma, ha percorso un cammino di dodici anni dal 1969 al 1980 con uscite regolari senza interruzioni, parlando della vita, dell'attività, delle iniziative e delle lotte dei comunisti nel quartiere Nomentano (Africano), nella II circoscrizione, nel II Municipio, non dimenticando mai la politica cittadina ed italiana del Partito Comunista Italiano, oltre a ricordare il contesto politico mondiale.
Quest'esperienza di editoria locale e di partito è stata una delle poche durata oltre dieci anni. Il periodico era distribuito anche nelle edicole del quartiere al costo prima di 50 lire e poi di 100 lire. Il Nomentano (Africano) negli anni '70 era essenzialmente un quartiere borghese, di ceto medio e i voti erano prevalentemente di centro-destra. Il PCI negli anni '70 a Roma aveva una media di voti del 25% circa e nel quartiere del 12%. Il giornale aveva una tiratura di circa duemila/tremila copie, con punte di seimila in occasioni speciali.
I direttori responsabili del giornale furono nel tempo Franco Funghi e Bruno Roscani. L'animatore e il coordinatore di redazione fu il sindacalista Romagnolo della CGIL Sante Moretti.

## Progetto editoriale
Il giornale parlava della vita e dello sviluppo di un territorio cresciuto in fretta dopo la guerra e oggi significa ricordare il modo con cui sono stati superati i tanti problemi riferiti alla carenza di case, scuole e servizi. Il suo ricordo attualmente può servire a ricostruire insieme l'identità dei comunisti tra il 1969 e 1980 e la storia del quartiere Nomentano di Roma dalla prima repubblica al nostro tempo.
All'interno del giornale, con una propria redazione autonoma, vi era uno spazio dei giovani Comunisti del circolo Nomentano (circa 300 iscritti) nei primi anni '70. Il notiziario aveva un proprio spazio nel giornale dal nome Organizzarsi per lottare. Quello spazio affrontava le problematiche giovanili degli anni '70 organizzando dibattiti, momenti di lotta, momenti ricreativi giovanili e di volontariato nella città, nel quartiere, come nei luoghi più degradati del territorio della allora II Circoscrizione, come le borgate di Fosso di Santa Agnese e di Vigna Mangani.

## Redazione

### Direttori
- Franco Funghi, dal 1969 al 1970
- Bruno Roscani, dal 1970 al 1980

### Redazione
Hanno scritto negli anni articoli per il giornale le seguenti personalità:
- Umberto Terracini (n. 1, 1971)
- Agostino Novella (n. 1, 1971)
- Aldo Tozzetti (n. 2, 1969)
- Adele Bei (n. 1, 1971)
- Celeste Negarville (n. 1, 1971)
- Siro Trezzini (n. 2, 1971)
- Carla Capponi  (n. 3, 1974)
- Camilla Ravera (n. 7 e 8, 1975)
- Mario Quatrucci (n. 12, 1974)
- Enrico Berlinguer (n. 6, 1976)
- Antonio Falomi (n. 5, 1976)
- Giglia Tedesco (n. 4, 1976)

### Coordinatore di redazione
- Sante Moretti

## Archivi
I giornali di Lotta Oggi si possono consultare nei seguenti Archivi di Biblioteche Nazionali:
- Biblioteca Nazionale Centrale di Firenze
- Istituto per la storia dell'età contemporanea, Sesto San Giovanni
- Fondazione Gramsci, Roma